# 자주색 경제
자주색 경제(紫朱色 經濟) 또는 퍼플경제(영어: purple economy)는 경제에서 물자 및 서비스의 문화적인 잠재성에 가치를 부여하면서 지속 가능한 발전에 참여하는 것을 의미한다.

## 정의
“자주색 경제는 경제에서 문화적 요소들을 부각하는데, 세계화 속에서 인간의 다양성에 부합하는 경제를 지향하고, 물자 및 서비스에 더욱 가치를 부여하기 위해 문화적인 측면을 중요시하는 경제이다.”
이 수평적이고 수직적인 성향은 서로 상생하는데, 사실 상품들에 내제된 문화적 요소의 증가는 지역의 문화적 생명력과 연관되어 있다.

## 문화의 중요성 상승
자주색 경제의 배경은 현대 사회에서 문화의 중요성이 급격히 높아진 데 있다. 관련 요소 중에는 다음과 같은 것들이 있다: 신흥 국가들을 위한 세계의 경제와 정치의 새로운 균형과, (균형의 축으로 새롭게 인식되기 시작한) 지역 환경으로의 회귀, (대표 이데올로기들의 몰락에 따른) 새로운 형태의 요구들, (민주주의, 개인주의, 인간의 수명 연장과 연동한) 문화 소비에 근거해, 양질을 추구하는 사회적인 요구의 증가, (여러 분야가 융합된, 문화적인 정신 상태를 가정한) 혁신의 추구…

## 적용분야
자주색 경제는 문화적인 요소들에 바탕을 두면서, 그것이 어떤 분야이건 간에, 물자와 서비스 모두에 가치를 부여하고 아우르는 성향이 있으며, 감각적이고 체험적인 경제등이 한 예이다. 이는 문화경제와 다른데, 문화경제는 부문 논리 위에 성립한다.
2013년6월, 유네스코와 오이씨디, 프랑코포니 및 프랑스의 정부 부처와 기업 그리고 시민 사회의 전문가들이 모여, 퍼플 경제에 대한 첫 연구결과를 발표했다. 이 문서는, 이젠 모든 경제(고용과 교육과 연동된)에 영향을 미치는 ‘문화화 현상’의 영향에 주목한다. 이 보고서는 퍼플 직업과 퍼플화된 직업을 구분한다: ‘퍼플 직업’은 그 목적에 있어서 이미 문화적인 환경과 직접적인 관련이 있으며 (도시 계획가나 개발자, 등), ‘퍼플화된 직업’은 문화화 효과 아래 변형되는 직업을 의미한다. (인사 업무, 마케팅/커뮤니케이션 업무, 등).
2017년6월 발간된 또 다른 문서는, 경제가 만들어 낼 수 있는 학습, 건축, 예술, 색상, 윤리, 상상, 유산, 쾌락, 생활기술, 특이성, 등의 문화적인 혜택들이 있는 인간적인 환경의 다양한 측면을 언급하고 있다.

## 기원
자주색 경제의 기원은 2011년 프랑스의 Le Monde.fr에 개재된 선언서에 기인한다. 참가자 중에는, 2011년10월 파리에서 유네스코 및 유럽 의회, 유럽 집행위원회의 지휘 아래, 첫 번째 자주색 경제 국제 포럼을 개최한 바 있는 협회 Diversum의 관리자들이 있다.

## 지속 가능한 개발과의 연관성
자주색 경제는 외적 요인들의 존재에 주목한다: 행위자들이 이용하고 역으로 그들의 흔적을 남기는 문화 환경은 공공의 자산이다. 그 안에서, 자주색 경제는 문화를 지속 가능한 개발의 중요한 축으로 한다.
문화는 시작부터 그 자체로서 지속 가능한 개발의 한 축이다. 사실상, 기업의 사회적 책임은 1966년 유엔(UN)이 도입한 ‘경제적·사회적 및 문화적권리에관한국제규약’에 기인한다.
자연 환경(녹색 경제)과 사회적 환경(사회적 경제)과 관련된 우려와 함께, 문화 환경은 지속 가능한 개발의 세가지 요소 중 하나이다. 지속 가능한 경제의 측면들 간의 보완성은, 제 21회 2015년 유엔 기후 변화 회의를 앞두고, 2015년 Le Monde Économie에서 발행한 호소문에서 재확인되었다.

## 같이 보기
- 문화 다양성
- 지속 가능한 발전
- 지식경제
- 세계화